# Rüngsdorfer Kirchturm

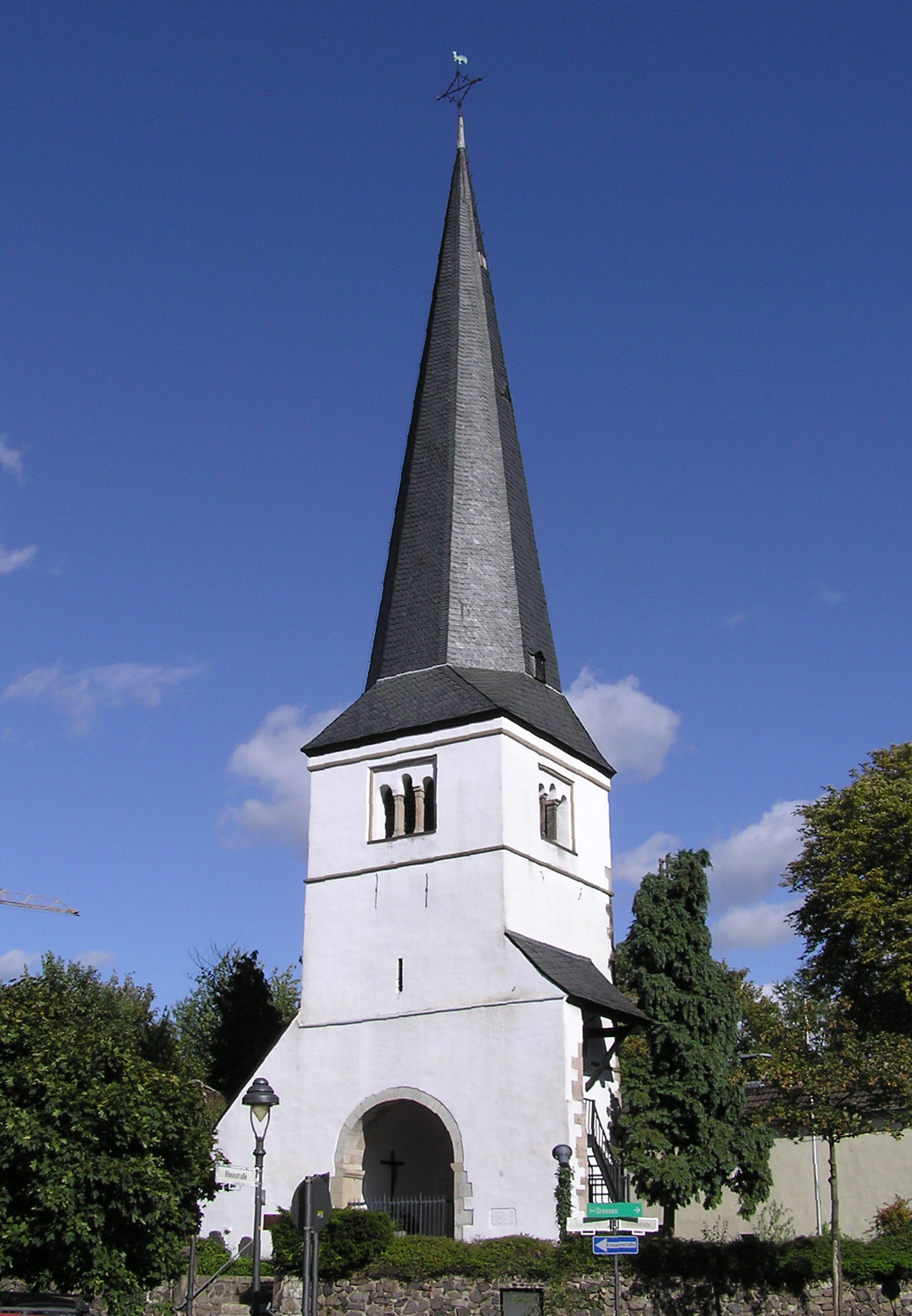
Alter Kirchturm

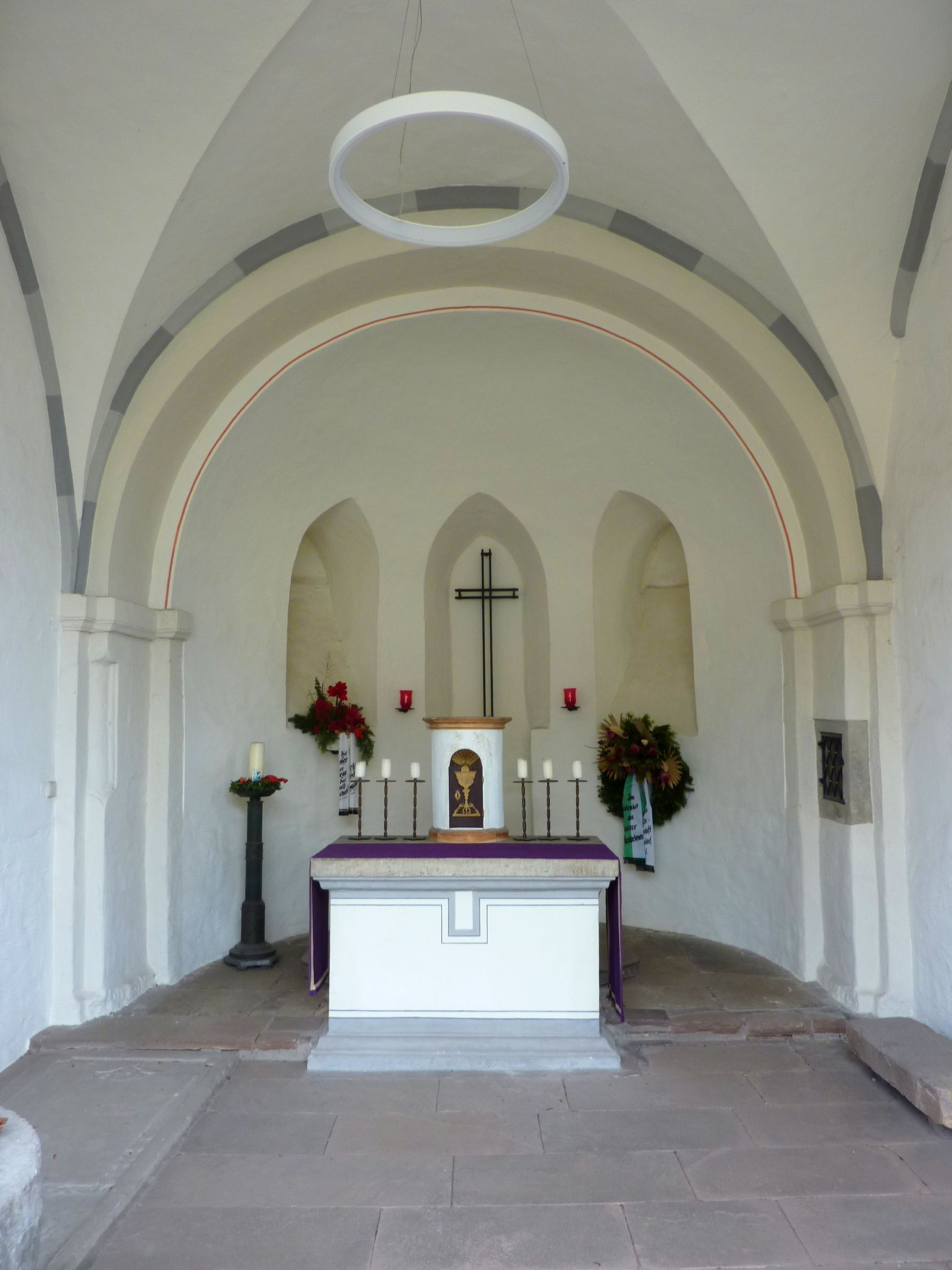
Blick in die Apsis

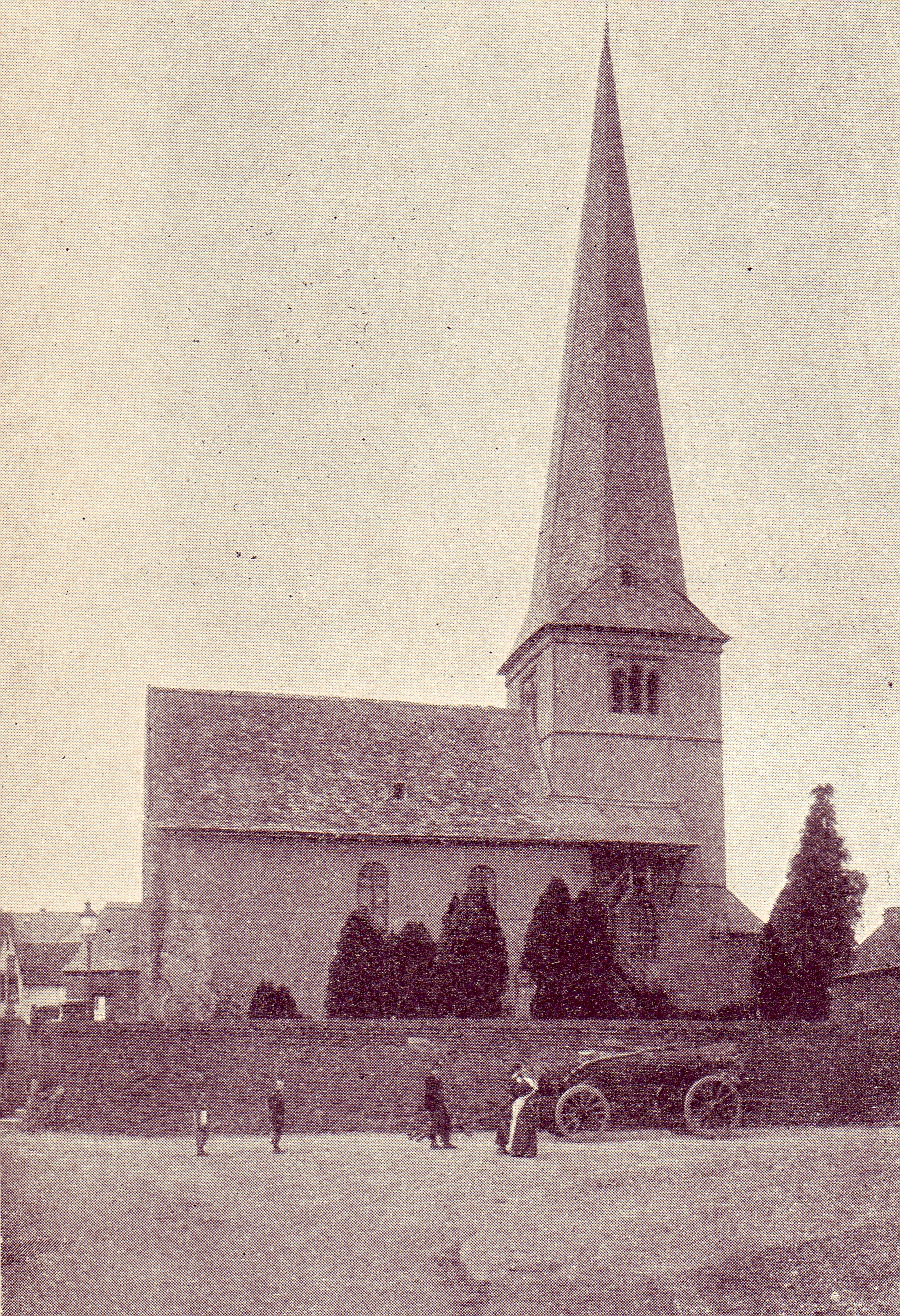
Ansicht der alten Kirche

Der Rüngsdorfer Kirchturm, ein romanischer Chorturm, ist der einzige Überrest der alten Pfarrkirche St. Andreas im Bonner Ortsteil Rüngsdorf, der zum Stadtbezirk Bad Godesberg gehört. Er steht gemeinsam mit Grabkreuzen des 17./18. Jahrhunderts sowie einem Steinwegekreuz als Baudenkmal unter Denkmalschutz.

## Geschichte
Die Rüngsdorfer Kirche St. Andreas wurde in einer Urkunde vom 31. März 1131, in der Papst Innozenz II. dem Bonner Cassius-Stift die Besitzrechte an der ecclesiam Rinnigestorph bestätigt, erstmals erwähnt. Das genaue Baujahr der ersten Rüngsdorfer St. Andreaskirche ist unbekannt. Der heute noch erhaltene romanische Chorturm datiert ca. aus dem Jahr 1200. Die Kirche gehörte somit in die Gruppe von Chorturmkirchen im Bonner Raum, die vor allem im Umfeld des Stiftes Vilich entstanden sind. Mit St. Laurentius in Lessenich war dem Cassius-Stift eine weitere Pfarrkirche mit Chorturmanlage inkorporiert.
Möglicherweise war St. Andreas eine Wehrkirche, da sie im Turmzimmer über Schießscharten hat. Der Raum über der heute offenen Apsis wurde zur Aufbewahrung der Gemeindeakten und Feuerlöschgeräte genutzt und war gleichzeitig Raum für die Ratssitzungen. In den Jahren 1900 bis 1902 wurde die neue Pfarrkirche gebaut. Die alte Kirche sollte vollständig abgerissen werden. Aus Geldmangel konnte jedoch kein neuer Glockenturm gebaut werden. So fiel die Entscheidung, den alten Kirchturm zu erhalten, der auch heute noch als Glockenturm dient und zeitweilig zum Tag des Offenen Denkmals besichtigt werden kann. 1982 wurde im Kirchturm ein Ehrenmal für die Toten der Kriege und der Gewaltherrschaft geschaffen.

## Glocken
Zwei der drei alten Glocken sind erhalten geblieben. Sie stammen aus den Jahren 1746 und 1790. Im Jahr 1888 wurde – vermutlich von Christian Claren aus Sieglar –  die Marien- und Andreasglocke gegossen. In einer Quelle wird sie als „mittlere“ Glocke bezeichnet und hatte daher mit hoher Wahrscheinlichkeit den Schlagton g1. Diese Glocke wurde im Zweiten Weltkrieg als „Metallspende“ abgeliefert und vernichtet. Erst 1980 wurde eine neue Glocke gestiftet und so der Glockenstuhl wieder vervollständigt.
| Nr. | Name (Funktion) | Gussjahr | Gießer, Gussort                  | Durchmesser (mm) | Masse (kg) | Schlagton (HT-1/16) |
| 1   | Maria           | 1790     | Nikolaus Simon, Frankfurt        | 1.128            | ≈845       | f1 −4               |
| 2   | –               | 1746     | Engelbert Joseph Fuchs, Cöln     | 906              | ≈450       | a1 −6               |
| 3   | Angelusglocke   | 1980     | Petit & Gebr. Edelbrock, Gescher | 837              | 378        | h1 −9               |